# Marathon de Londres 2015
Navigation
2014 2016
Le Marathon de Londres de 2015 est la 35e édition du Marathon de Londres au Royaume-Uni qui a eu lieu le dimanche 26 avril 2015 . C'est le troisième des World Marathon Majors à avoir lieu en 2015 après le Marathon de Tokyo et le Marathon de Boston.

## Faits marquants
- Paul Martelletti bat le record du monde du marathon pour un coureur déguisé (Spiderman). Il termine l'épreuve en 2 h 29 min 57 s[1]

- C'est le dernier marathon couru dans la catégorie élite pour la Britannique Paula Radcliffe. Elle termine l'épreuve en 2 h 36 min 55 s[2].

- Le pilote britannique de Formule 1 Jenson Button termine l'épreuve en 2 h 52 min 30 s et réalise sa meilleure performance lors de ce marathon[3].

- Ne sachant pas qu'elle aurait ses règles ce jour-là, Kiran Gandhi court le Marathon sans protection hygiénique en 4 h 49 min 11 s[4],[5]. Des photos prises à la fin du marathon la montrent avec du sang sur son entrejambe, et elle reçoit à cette occasion des messages sur les réseaux sociaux la critiquant. Elle entend ainsi dénoncer la stigmatisation dont sont victimes les femmes durant leur période de règles dans le monde[5].

## Résultats

### Hommes
| Rang | Athlète         | Nationalité | Temps    |
| ---- | --------------- | ----------- | -------- |
|      | Eliud Kipchoge  | Kenya       | 02:04:42 |
|      | Wilson Kipsang  | Kenya       | 02:04:47 |
|      | Dennis Kimetto  | Kenya       | 02:05:50 |
| 4    | Stanley Biwott  | Kenya       | 02:06:41 |
| 5    | Tilahun Regassa | Éthiopie    | 02:07:16 |
| 6    | Sammy Kitwara   | Kenya       | 02:07:43 |
| 7    | Javier Guerra   | Espagne     | 02:09:33 |
| 8    | Ghebre Kibrom   | Érythrée    | 02:09:36 |
| 9    | Aleksey Reunkov | Russie      | 02:10:10 |
| 10   | Serhiy Lebid    | Ukraine     | 02:10:21 |

### Femmes

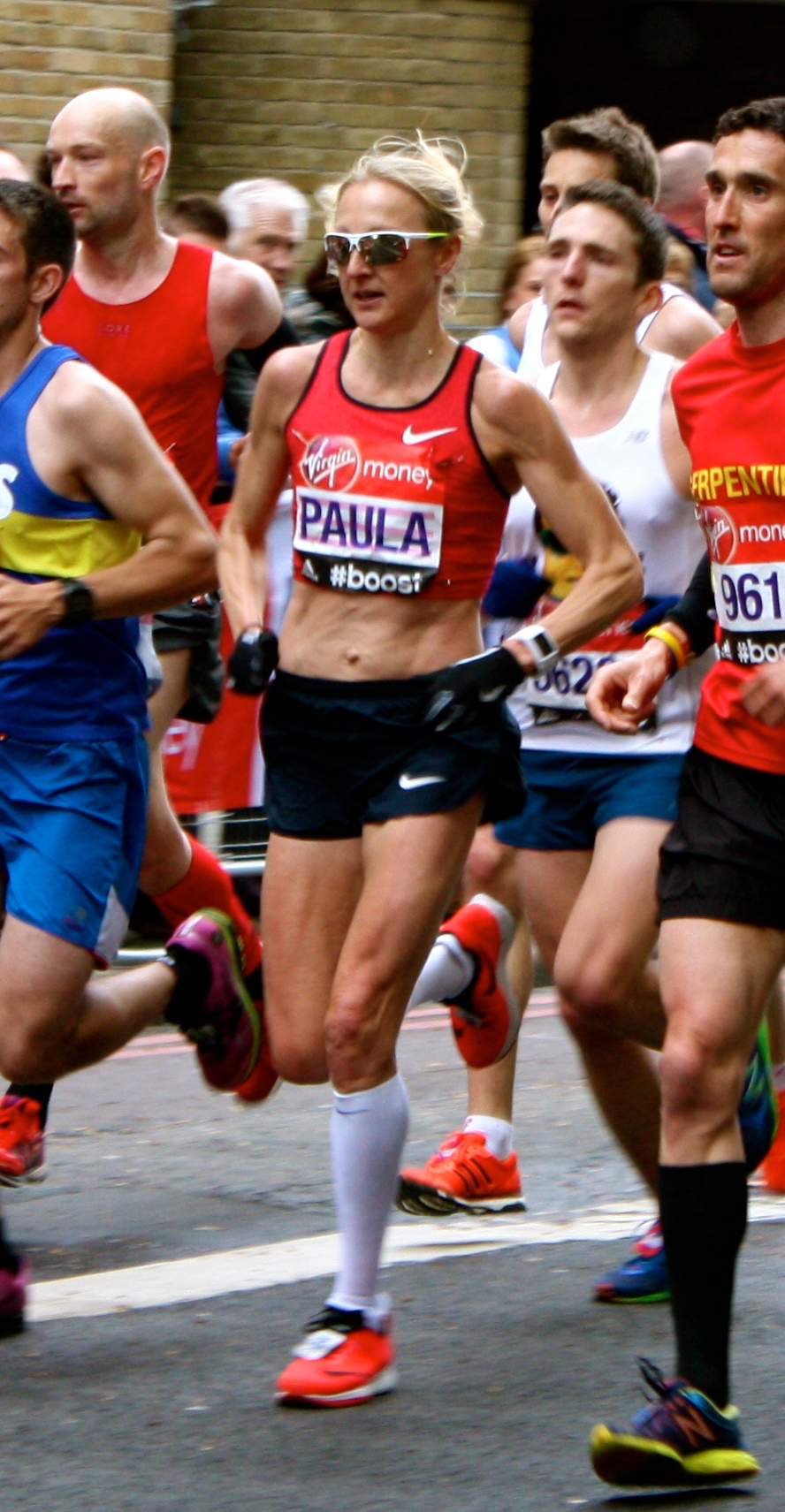
La Britannique Paula Radcliffe pendant le Marathon.

| Rang | Athlète           | Nationalité | Temps    |
| ---- | ----------------- | ----------- | -------- |
|      | Tigist Tufa       | Éthiopie    | 02:23:22 |
|      | Mary Keitany      | Kenya       | 02:23:40 |
|      | Tirfi Tsegaye     | Éthiopie    | 02:23:41 |
| 4    | Aselefech Mergia  | Éthiopie    | 02:23:53 |
| 5    | Florence Kiplagat | Kenya       | 02:24:15 |
| 6    | Jemima Sumgong    | Kenya       | 02:24:23 |
| 7    | Priscah Jeptoo    | Kenya       | 02:25:01 |
| 8    | Ana Dulce Felix   | Portugal    | 02:25:15 |
| 9    | Volha Mazuronak   | Biélorussie | 02:25:36 |
| 10   | Rkia El Moukim    | Maroc       | 02:26:33 |

### Fauteuils roulants (hommes)

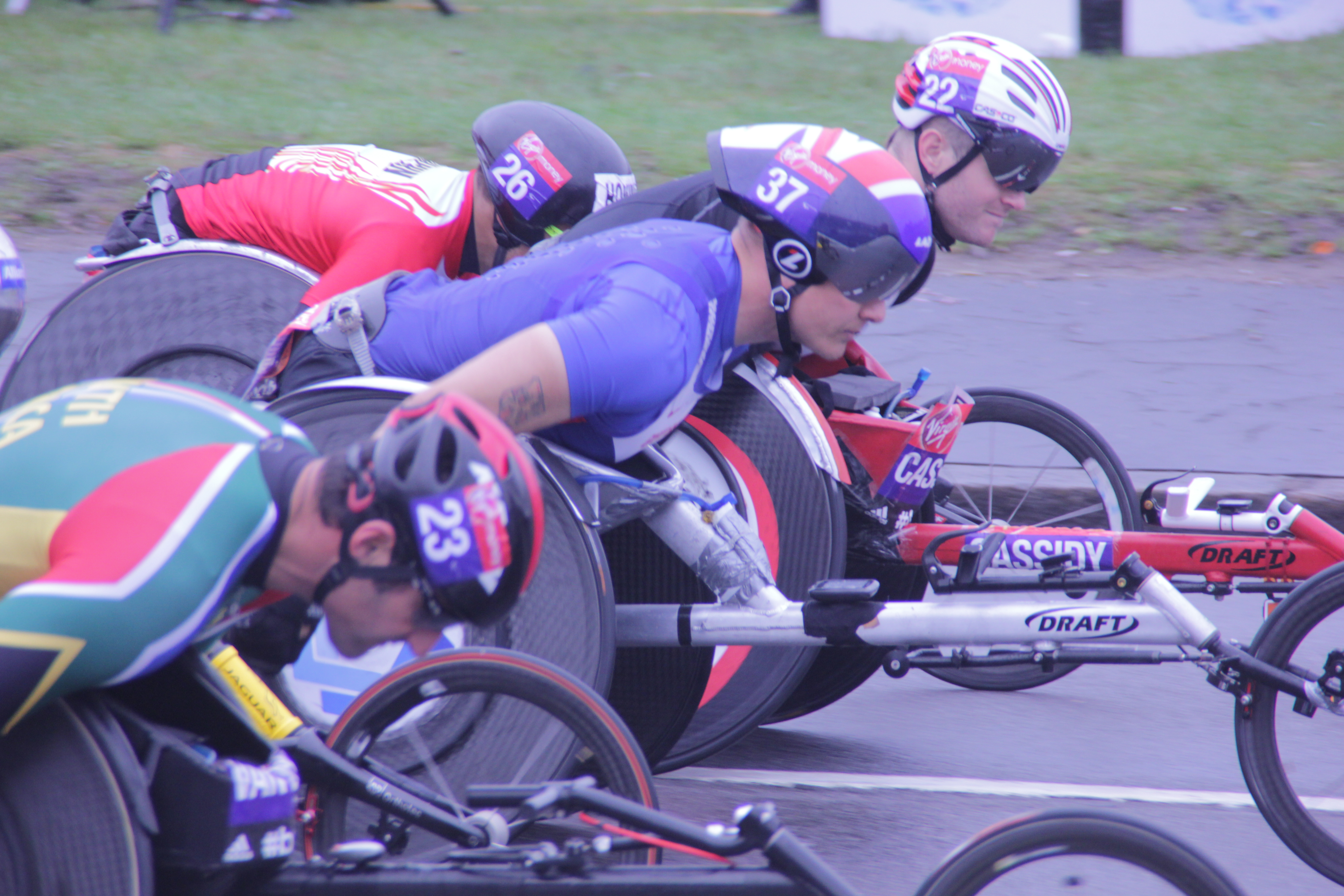
Catégorie élite au départ de la course: David Weir (37), Josh Cassidy (22), Ernst van Dyk (23), Kota Hokinoue (26)

| Rang | Athlète          | Nationalité | Temps    |
| ---- | ---------------- | ----------- | -------- |
|      | Joshua George    | États-Unis  | 01:31:31 |
|      | David Weir       | Royaume-Uni | 01:31:32 |
|      | Masazumi Soejima | Japon       | 01:31:33 |

### Fauteuils roulants (femmes)
| Rang | Athlète          | Nationalité | Temps    |
| ---- | ---------------- | ----------- | -------- |
|      | Tatyana McFadden | États-Unis  | 01:41:14 |
|      | Manuela Schaer   | Suisse      | 01:43:56 |
|      | Amanda McGrory   | États-Unis  | 01:46:25 |